# László Halász (Radsportler)
László Halász (* 24. Januar 1959 in Szekszárd) ist ein ehemaliger ungarischer Radrennfahrer und nationaler Meister im Radsport.

## Sportliche Laufbahn
Halász (in deutschen Medien auch Laszlo Halasz geschrieben) startete für den Verein Spartacus Szekszárd. Er war Teilnehmer der Olympischen Sommerspiele 1980 in Moskau. Dort wurde er im olympischen Straßenrennen als 52. klassiert. Mit der Mannschaft Ungarns belegte er im Mannschaftszeitfahren den 17. Platz. 1976 und 1983 war er ungarischer Meister im Straßenrennen. 1981 gewann er die Meisterschaft im Einzelzeitfahren. Auch im Querfeldeinrennen konnte Halász Meistertitel erringen; er gewann 1983 den Titel. Den Grand Prix Cycliste de Gemenc, jahrelang das wichtigste und international bestbesetzteste Radrennen in Ungarn, gewann er 1977 und 1981. 1978 siegte er im Etappenrennen um den Csepel-Cup, den er auch im folgenden Jahr vor seinem Bruder Zoltán und noch einmal 1983 (wobei er Detlef Macha hinter sich lassen konnte) gewann. Den Bokanyi-Cup, eine Drei-Etappenfahrt, gewann er 1979. Er fuhr mit der ungarischen Nationalmannschaft einige europäische Landesrundfahrten, wie die Österreich-Rundfahrt, die DDR-Rundfahrt und die Internationale Friedensfahrt. Letztere absolvierte er insgesamt fünfmal, seine beste Platzierung war der 20. Platz 1981. Mehrfach startete er bei den UCI-Straßen-Weltmeisterschaften.

## Berufliches
László Halász absolvierte eine Ausbildung zum Fernsehmonteur.

## Familiäres
Halasz ist der Bruder von Zoltán Halász, der ebenfalls als Radrennfahrer aktiv war. Ihr Vater war jahrelang als Mechaniker der ungarischen Nationalmannschaft tätig.